# Silvervägen
Silvervägen är namnet på en turistväg i norra Västerbotten och mellersta Lappland som sträcker sig från norska gränsen i Arjeplogsfjällen till Bottenviken. Idag är den för många flesta synonym med Riksväg 95 i hela dess sträckning (från Skellefteå till Bodø). Den marknadsförs tillsammans med Guldvägen, mellan Skelleftehamn och Malå/Kristineberg, under rubriken Guldriket.

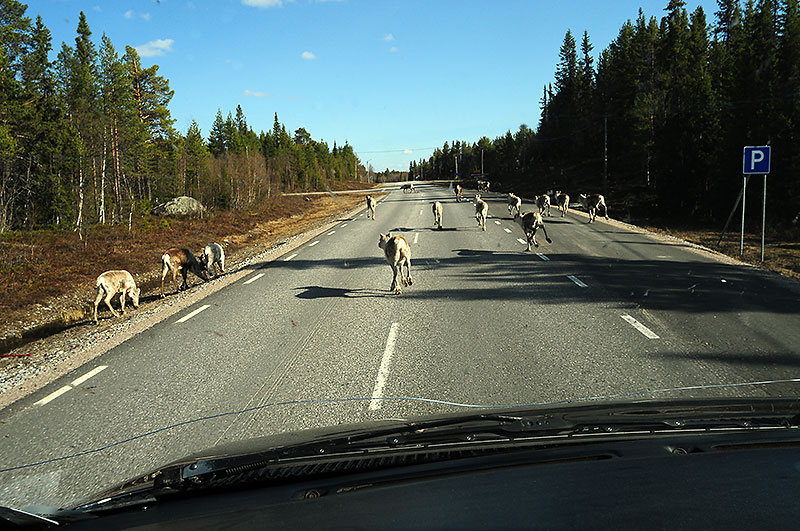
Silvervägen, Riksväg 95, väster om Arjeplog, 17 maj 2009. Djuren på bilden är renar.

## Historik
Namnet syftar på de transporter av silvermalm och blymalm som gick från Nasafjäll till en hamn vid Bottenviken. Oftast var det Piteå eller Kåge som användes som hamn. Malmen transporterades vintertid över främst sjöar och myrar. Endast mindre röjningsarbeten torde ha erfordrats för att få en fungerande transportled. Transporten skedde främst av samer med rendragna ackjor. 
Under Nasafjälls silververk andra brytningsepok (1770-1810) skedde en omlastning i Gråträsk vid lappmarksgränsen. Från bruket i Adolfström transporterade samerna sligen i ackjor till Gråträsk, där tog kustbönderna över med hästdragna slädar för vidare färd till hamnen i Piteå.
Tidigare har Silvervägen marknadsförts som ett nät av vägar från Bottenviken till Arjeplog:[källa behövs]
- Skellefteå - Malå - Slagnäs - Arjeplog
- Skellefteå - Jörn - Arvidsjaur - Arjeplog
- Kåge - Jörn - Arvidsjaur - Arjeplog
- Piteå - Abborrträsk - Arvidsjaur - Arjeplog
- Piteå - Älvsbyn - Arvidsjaur - Arjeplog

## I populärkulturen
Stina Jackson från Skellefteå utkom 2018 med spänningsromanen Silvervägen. Boken fick Svenska Deckarakademins pris för årets bästa svenska kriminalroman.